# أوربينغتون (دائرة انتخابية في المملكة المتحدة)
أوربينغتون (بالإنجليزية: Orpington)‏ هي إحدى الدوائر الانتخابية في المملكة المتحدة الممثلة في مجلس العموم في برلمان المملكة المتحدة.
عضو البرلمان الذي يمثلها حالياً هو :Mr John Horam (Con).